# Henrik Tham
Henrik Tham (* 1942) ist ein schwedischer Kriminologe, der als Professor an der Universität Stockholm forschte und lehrte und inzwischen emeritiert ist. 2011/12 amtierte er als Präsident der European Society of Criminology (ESC).
Thams größtes Forschungsprojekt galt der Kriminalpolitik im Schweden der Jahre 1965 bis 2015.

## Schriften (Auswahl)
- Kriminalpolitik. Brott och straff i Sverige sedan 1965. Norstedts Juridik, Stockholm 2018, ISBN 9789139208808.
- Mit Claes Lernestedt: Brottsoffret och kriminalpolitiken. Norstedts Juridik, Stockholm 2011, ISBN 9789139206002.
- Herausgegeben mit Hannu Takala: Crime and control in Scandinavia during the Second World War. Norwegian University Press/Oxford University Press, Oslo/Oxford/New York 1989, ISBN 8200026469.
- Utlänningarna och brottsligheten. Forskningsenheten, Brottsförebyggande rådet. Liber, Stockholm 1983, ISBN 9138076462.